# Domingo Tibaduiza
Domingo Tibaduiza Reyes, né le 22 novembre 1949 à Gámeza, est un athlète colombien spécialiste des courses de fond. Il détient le record de Colombie du 10 000 m (27 min 53 s 02) et a détenu celui du 5 000 m (13 min 29 s 67) pendant plus de quarante ans. Il a remporté le Marathon de Berlin en 1982 en 2 h 14 min 47 s.

## Biographie
Il remporte en 1977 la corrida de la Saint-Sylvestre à São Paulo.

### Palmarès
| Date | Compétition                              | Lieu           | Résultat | Épreuve  | Performance     |
| ---- | ---------------------------------------- | -------------- | -------- | -------- | --------------- |
| 1971 | Championnats d'Amérique du Sud           | Lima           | 3e       | 5 000 m  | 14 min 15 s 4   |
| 1971 | Championnats d'Amérique du Sud           | Lima           | 3e       | 10 000 m | 29 min 24 s 8   |
| 1974 | Jeux d'Amérique centrale et des Caraïbes | Saint-Domingue | 1er      | 10 000 m | 30 min 39 s 4   |
| 1975 | Championnats d'Amérique du Sud           | Rio de Janeiro | 1er      | 5 000 m  | 14 min 01 s 2   |
| 1975 | Championnats d'Amérique du Sud           | Rio de Janeiro | 2e       | 10 000 m | 28 min 45 s 8   |
| 1975 | Jeux panaméricains                       | Mexico         | 1er      | 5 000 m  | 14 min 02 s 00  |
| 1975 | Jeux panaméricains                       | Mexico         | 2e       | 10 000 m | 29 min 25 s 45  |
| 1977 | Championnats CAC                         | Xalapa         | 2e       | 5 000 m  | 14 min 05 s 0   |
| 1977 | Championnats CAC                         | Xalapa         | 1er      | 10 000 m | 30 min 17 s 4   |
| 1977 | Championnats d'Amérique du Sud           | Montevideo     | 1er      | 5 000 m  | 14 min 24 s 4   |
| 1977 | Championnats d'Amérique du Sud           | Montevideo     | 1er      | 10 000 m | 29 min 44 s 2   |
| 1978 | Jeux d'Amérique centrale et des Caraïbes | Medellín       | 2e       | 5 000 m  | 13 min 56 s 88  |
| 1978 | Jeux d'Amérique centrale et des Caraïbes | Medellín       | 2e       | 10 000 m | 29 min 38 s 66  |
| 1979 | Championnats d'Amérique du Sud           | Bucaramanga    | 2e       | 5 000 m  | 14 min 03 s 4   |
| 1979 | Championnats d'Amérique du Sud           | Bucaramanga    | 2e       | 10 000 m | 28 min 51 s 2   |
| 1980 | Jeux olympiques d'été                    | Moscou         | 17e      | Marathon | 2 h 17 min 06 s |
| 1983 | Jeux panaméricains                       | Caracas        | 3e       | 5 000 m  | 13 min 59 s 68  |
| 1983 | Jeux panaméricains                       | Caracas        | 2e       | 10 000 m | 29 min 17 s 12  |

### Records
| Épreuve       | Performance     | Lieu     | Date            |
| ------------- | --------------- | -------- | --------------- |
| 5 000 mètres  | 13 min 29 s 67  | Zürich   | 16 août 1978    |
| 10 000 mètres | 27 min 53 s 02  | Vienne   | 11 juin 1978    |
| Marathon      | 2 h 11 min 21 s | New York | 23 octobre 1983 |